# 橘本線料金所

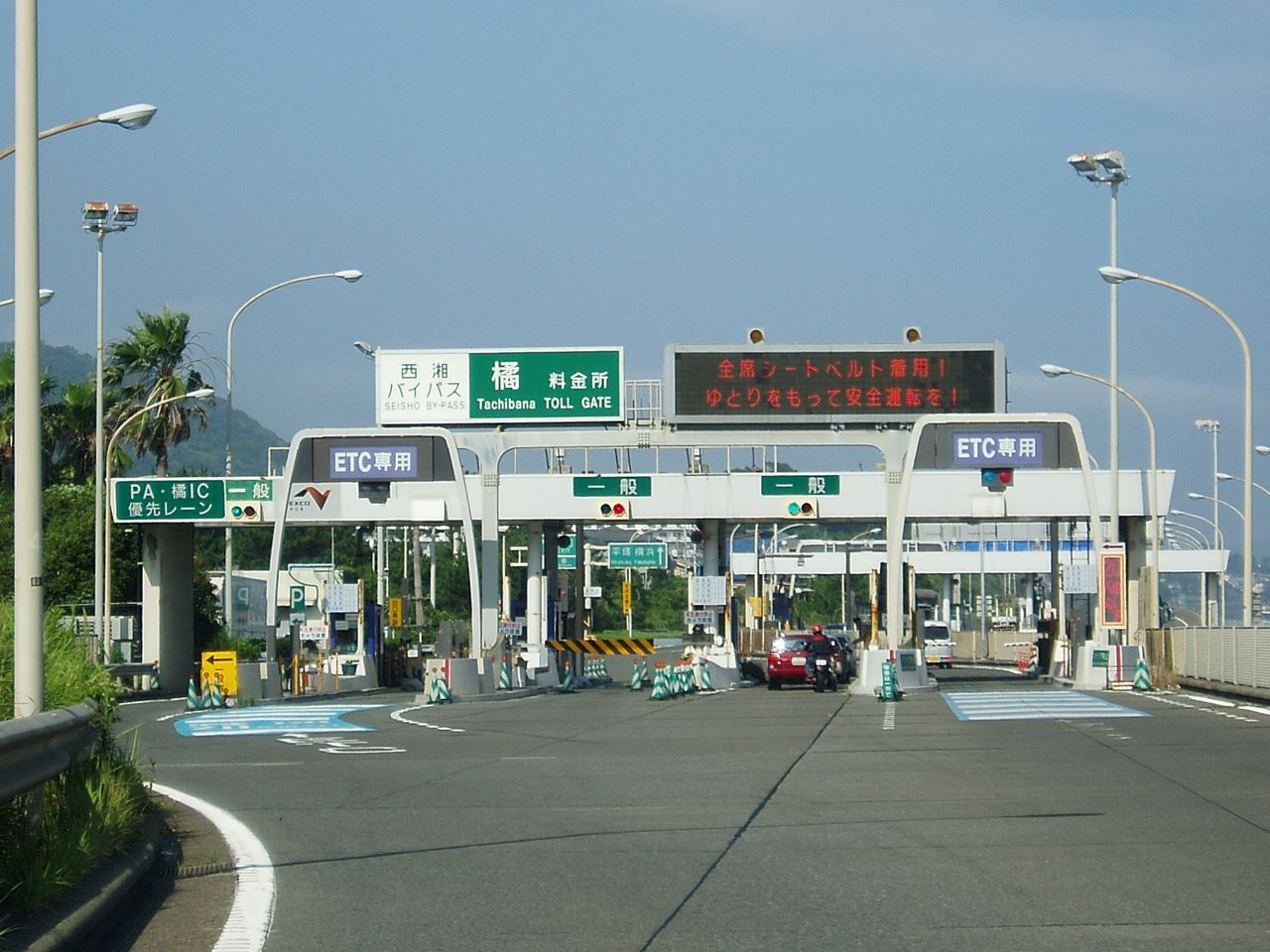
橘本線料金所（上り線）

橘本線料金所（たちばなほんせんりょうきんじょ）は、神奈川県小田原市橘にある西湘バイパスの料金所。上りは西湘パーキングエリアと橘インターチェンジに隣接している。

## 道路
- E84 西湘バイパス

## 料金所施設
ブース数：9

### 小田原方面
- ブース数：5
  - ETC専用：2
  - 一般：3
- 北緯35度17分14秒 東経139度14分4.5秒座標: 北緯35度17分14秒 東経139度14分4.5秒

### 二宮方面
- ブース数：4
  - ETC専用：2
  - 一般：2
- 北緯35度17分12.2秒 東経139度13分59.2秒

## 隣
E84 西湘バイパス
西湘二宮IC - 西湘PA・橘IC（上り） - 橘TB - 国府津IC